# Hanna Borrie
Hanna Borrie, född 27 december 1873 på Borrie gård i Borrie socken, Malmöhus län, död 16 oktober 1944 på Tagels gård i Mistelås socken, Kronobergs län, var en svensk konstnär.
Hon var dotter till lantbrukaren Nils Jönsson och Kerstin Larsson. Borrie studerade konst för Carl Wilhelmson vid Valands målarskola i Göteborg 1899–1902 samt för Adolf Hölzel i Dachau 1902–1904 och under studieresor till Paris och Italien. På Valands målarskola knöt hon ett vänskapsband med Adelheid von Schmiterlöw och Tora Vega Holmström. De kallade sig de tre musketöreran och förblev vänner livet ut. Hon räknades till en av de tidigaste svenska utövarna av det moderna träsnittet och de flesta av hennes träsnitt producerades före 1914. Hon bodde under 40 års tid hos Adelheid von Schmiterlöw på Tagels gård i Småland. Tillsammans med Tora Vega Holmström och Carl Torsten Holmström ställde hon ut på Galleri Gummeson i Stockholm 1918 och hon ställde ut tillsammans med Föreningen Original-Träsnitt trots att hon ej tillhörde föreningen. Hennes konst har visats vid utställningen Träsnitt på Nationalmuseum 1942. Förutom träsnitt utförde hon några etsningar och målningar i olja och akvarell. Större delen av hennes produktion fanns i släktens ägo. Borrie var representerad i Carl G. Laurins samling.